# Shenzhen Longhua Open 2023 - Doppio maschile
Il doppio maschile del torneo di tennis professionistico Shenzhen Longhua Open 2023, facente parte della categoria Challenger 100 nell'ambito dell'ATP Challenger Tour 2023, si è giocato dal 10 al 15 ottobre a Shenzhen, in Cina.
Tra sedici coppie di partecipanti erano assenti Hsieh Cheng-peng e Yang Tsung-hua, i detentori del titolo.
In finale Alexander Erler e Lucas Miedler hanno sconfitto Piotr Matuszewski e Matthew Romios con il punteggio di 6–3, 6–4.

## Teste di serie
1. Alexander Erler /  Lucas Miedler (campioni)
2. Piotr Matuszewski /  Matthew Romios (finale)

1. Benjamin Lock /  Rubin Statham (primo turno)
2. Francis Alcantara /  Sun Fajing (primo turno)

## Wildcard
1. Mo Yecong /  Zeng Yaojie (primo turno)

1. Bai Yan /  Zhou Yi (semifinale)

## Tabellone

### Legenda
| - Q = Qualificato - WC = Wild card - LL = Lucky loser | - ALT = Alternate - SE = Special Exempt - PR = Protected Ranking | - w/o = Walkover - r = Ritirato - d = Squalificato |

|  | Primo turno | Primo turno              | Primo turno             | Primo turno | Primo turno |  |  | Quarti di finale | Quarti di finale         | Quarti di finale         | Quarti di finale        | Quarti di finale |   |      | Semifinali | Semifinali                    | Semifinali                    | Semifinali                       | Semifinali                       |   |   | Finale | Finale | Finale | Finale | Finale |  |
|  |             |                          |                         |             |             |  |  |                  |                          |                          |                         |                  |   |      |            |                               |                               |                                  |                                  |   |   |        |        |        |        |        |  |
|  | 1           | A Erler L Miedler        | A Erler L Miedler       | 6           | 6           |  |  |                  |                          |                          |                         |                  |   |      |            |                               |                               |                                  |                                  |   |   |        |        |        |        |        |  |
|  | WC          | Y Mo Y Zeng              | Y Mo Y Zeng             | 2           | 1           |  |  | 1                | A Erler L Miedler        | A Erler L Miedler        | 6                       | 7                |   |      |            |                               |                               |                                  |                                  |   |   |        |        |        |        |        |  |
|  |             | X Gao A Wang             | X Gao A Wang            | 65          | 1           |  |  |                  | E Donskoj J Herasimaŭ    | E Donskoj J Herasimaŭ    | 2                       | 5                |   |      |            |                               |                               |                                  |                                  |   |   |        |        |        |        |        |  |
|  |             | E Donskoj J Herasimaŭ    | E Donskoj J Herasimaŭ   | 7           | 6           |  |  |                  |                          |                          |                         |                  |   |      | 1          | A Erler L Miedler             | A Erler L Miedler             | 6                                | 7                                |   |   |        |        |        |        |        |  |
|  | 4           | FC Alcantara F Sun       | FC Alcantara F Sun      | 3           | 1           |  |  |                  |                          | WC                       | Y Bai Y Zhou            | Y Bai Y Zhou     | 2 | 65   |            |                               |                               |                                  |                                  |   |   |        |        |        |        |        |  |
|  |             | Y-h Hsu T-h Huang        | Y-h Hsu T-h Huang       | 6           | 6           |  |  |                  | Y-h Hsu T-h Huang        | 4                        | 6                       | [10]             |   |      |            |                               |                               |                                  |                                  |   |   |        |        |        |        |        |  |
|  |             | S Diez L Giustino        | 2                       | 6           | [7]         |  |  | WC               | Y Bai Y Zhou             | 6                        | 4                       | [12]             |   |      |            |                               |                               |                                  |                                  |   |   |        |        |        |        |        |  |
|  | WC          | Y Bai Y Zhou             | 6                       | 2           | [10]        |  |  |                  |                          |                          |                         |                  |   |      | 1          | Alexander Erler Lucas Miedler | Alexander Erler Lucas Miedler | 6                                | 6                                |   |   |        |        |        |        |        |  |
|  |             | M Haliak NH Lý           | M Haliak NH Lý          | 4           | 1           |  |  |                  |                          |                          |                         |                  |   |      |            |                               | 2                             | Piotr Matuszewski Matthew Romios | Piotr Matuszewski Matthew Romios | 3 | 4 |        |        |        |        |        |  |
|  |             | A Kachmazov D Yevseyev   | A Kachmazov D Yevseyev  | 6           | 6           |  |  |                  | A Kachmazov D Yevseyev   | A Kachmazov D Yevseyev   | 4                       | 2                |   |      |            |                               |                               |                                  |                                  |   |   |        |        |        |        |        |  |
|  |             | L Saville L Tu           | L Saville L Tu          | 6           | 7           |  |  |                  | L Saville L Tu           | L Saville L Tu           | 6                       | 6                |   |      |            |                               |                               |                                  |                                  |   |   |        |        |        |        |        |  |
|  | 3           | B Lock R Statham         | B Lock R Statham        | 3           | 62          |  |  |                  |                          |                          |                         |                  |   |      |            | L Saville L Tu                | 5                             | 6                                | [7]                              |   |   |        |        |        |        |        |  |
|  |             | Z Li R Te                | 6                       | 2           | [9]         |  |  |                  |                          | 2                        | P Matuszewski MC Romios | 7                | 3 | [10] |            |                               |                               |                                  |                                  |   |   |        |        |        |        |        |  |
|  |             | M Kalovelonis C Sinclair | 3                       | 6           | [11]        |  |  |                  | M Kalovelonis C Sinclair | M Kalovelonis C Sinclair | 2                       | 1                |   |      |            |                               |                               |                                  |                                  |   |   |        |        |        |        |        |  |
|  |             | Y Bu R Ho                | Y Bu R Ho               | 3           | 65          |  |  | 2                | P Matuszewski MC Romios  | P Matuszewski MC Romios  | 6                       | 6                |   |      |            |                               |                               |                                  |                                  |   |   |        |        |        |        |        |  |
|  | 2           | P Matuszewski MC Romios  | P Matuszewski MC Romios | 6           | 7           |  |  |                  |                          |                          |                         |                  |   |      |            |                               |                               |                                  |                                  |   |   |        |        |        |        |        |  |